# Forano
Forano település Olaszországban, Lazio régióban, Rieti megyében. Lakosainak száma 3148 fő (2023. január 1.). Forano Cantalupo in Sabina, Poggio Catino, Poggio Mirteto, Selci, Tarano, Filacciano, Ponzano Romano és Stimigliano községekkel határos.

## Népesség
A település lakossága az elmúlt években az alábbi módon változott:
| Lakosok száma | 3160 | 3167 | 3148 |
|               | 2017 | 2018 | 2023 |